# Eleições estaduais no Acre em 2006
As eleições estaduais no Acre em 2006 aconteceram em 1º de outubro como parte das eleições gerais no Distrito Federal e em 26 estados brasileiros. Nesse dia foram eleitos, o governador Binho Marques, o vice-governador César Messias, o senador Tião Viana, oito deputados federais e vinte e quatro estaduais.
Após dois mandatos de Jorge Viana frente ao Palácio Rio Branco o PT apoiou o professor Binho Marques. Formado em História pela Universidade Federal do Acre com Mestrado na Universidade Federal do Rio de Janeiro, o novo governador nasceu em São Paulo e tem vínculos políticos com Jorge Viana, de quem foi Secretário de Educação na prefeitura de Rio Branco e no governo do Acre até ser eleito vice-governador em 2002. Para esse cargo foi escolhido César Messias, eleito prefeito de Cruzeiro do Sul em 2000 e primo de Orleir Cameli, antigo adversário do petismo. Pela primeira vez o eleitorado acriano escolheu entre políticos de fora do estado para assumir o governo e nisso o maior rival de Binho Marques foi o também paulista Márcio Bittar, pecuarista nascido em Franca. Filiado ao PMDB foi eleito deputado estadual em 1994 e deputado federal em 1998 e após migrar para o PPS perdeu a eleição para senador em 2002.
A família de Wildy Viana não pôde apresentar um candidato a governador, porém o médico Tião Viana reelegeu-se senador e o resultado do pleito de 2010 expôs o poderio do clã no cenário estadual, pois nesse ano Tião Viana foi eleito governador ante a recusa de Binho Marques em buscar a reeleição e Jorge Viana foi eleito senador.

## Resultado da eleição para governador
Conforme apuração divulgada pelo Tribunal Superior Eleitoral.
| Candidatos a governador do estado | Candidatos a vice-governador | Número | Coligação                                                  | Votos   | Percentual |
| --------------------------------- | ---------------------------- | ------ | ---------------------------------------------------------- | ------- | ---------- |
| Binho Marques PT                  | César Messias PP             | 13     | Frente Popular do Acre (PT, PP, PL, PSB, PCdoB, PMN, PRTB) | 165.961 | 53,05%     |
| Márcio Bittar PPS                 | Wagner Sales PMDB            | 23     | Frente da Cidadania (PPS, PMDB, PDT, PTC, PHS)             | 109.867 | 35,12%     |
| Tião Bocalom PSDB                 | Cleomilton Azevedo PSDB      | 45     | Produzir para Empregar (PSDB, PFL, PTB)                    | 34.752  | 11,11%     |
| José Wilson Mendes Leão PSOL      | Heloísa Moura PSOL           | 50     | PSOL (sem coligação)                                       | 1.068   | 0,35%      |
| Edivaldo Guedes PAN               | Antônio Sussuarana PAN       | 26     | PAN (sem coligação)                                        | 611     | 0,20%      |
| Benício Dias PSDC                 | Delfino Cunha Filho PSDC     | 27     | PSDC (sem coligação)                                       | 301     | 0,09%      |
| José Aleksandro PRONA             | Sandro Silva PRONA           | 56     | PRONA (sem coligação)                                      | 261     | 0,08%      |

## Resultado da eleição para senador
Os números a seguir refletem o registrado junto ao Tribunal Superior Eleitoral.
| Candidatos a senador da República | Primeiro suplente de senador                | Número | Coligação                                            | Votos   | Percentual |
| --------------------------------- | ------------------------------------------- | ------ | ---------------------------------------------------- | ------- | ---------- |
| Tião Viana PT                     | Aníbal Diniz PT Augusto Coelho PMN          | 131    | Frente Popular (PT, PP, PL, PSB, PC do B, PMN, PRTB) | 187.432 | 88,76%     |
| Chagas Freitas PFL                | Antônio Carlos Carbone PFL Rubens Alves PFL | 255    | Produzir para Empregar (PSDB, PFL, PTB)              | 20.476  | 9,70%      |
| Maria Núcia Ferreira PSOL         | Olavio de Lima PSOL Jonas Costa PSOL        | 500    | PSOL (sem coligação)                                 | 2.420   | 1,15%      |
| Chico Benício PSDC                | Delfino Cunha Filho PSDC Ducarmo PSDC       | 272    | PSDC (sem coligação)                                 | 833     | 0,39%      |

## Deputados federais eleitos
São relacionados os candidatos eleitos com informações complementares da Câmara dos Deputados.

Representação eleita
  PT: 3
  PCdoB: 1
  PMN: 1
  PP: 1
  PMDB: 1
  PPS: 1

| Número | Deputados federais eleitos | Partido | Votação | Percentual | Cidade onde nasceu | Unidade federativa |
| 6513   | Perpétua Almeida           | PCdoB   | 28.748  | 9,00%      | Porto Walter       | Acre               |
| 3333   | Sérgio Petecão             | PMN     | 27.936  | 8,74%      | Rio Branco         | Acre               |
| 1122   | Gladson Cameli             | PP      | 18.886  | 5,91%      | Cruzeiro do Sul    | Acre               |
| 1399   | Fernando Melo              | PT      | 18.385  | 5,75%      | Cruzeiro do Sul    | Acre               |
| 1555   | Flaviano Melo              | PMDB    | 16.951  | 5,30%      | Rio Branco         | Acre               |
| 2323   | Ilderlei Cordeiro          | PPS     | 16.442  | 5,14%      | Cruzeiro do Sul    | Acre               |
| 1313   | Nilson Mourão              | PT      | 15.111  | 4,73%      | Tarauacá           | Acre               |
| 1345   | Henrique Afonso            | PT      | 14.785  | 4,63%      | Cruzeiro do Sul    | Acre               |

## Deputados estaduais eleitos
Esse é o resultado da eleição para a Assembleia Legislativa do Acre.

Representação eleita
  PT: 7
  PPS: 3
  PCdoB: 2
  PMDB: 2
  PMN: 2
  PSB: 2
  PSDB: 2
  PP: 1
  PTN: 1
  PDT: 1
  PTdoB: 1

| Número | Deputados estaduais eleitos   | Partido | Votação | Percentual | Cidade onde nasceu       | Unidade federativa |
| 65123  | Edvaldo Magalhães             | PCdoB   | 6.050   | 1,88%      | Cruzeiro do Sul          | Acre               |
| 13630  | Naluh Gouveia                 | PT      | 5.842   | 1,81%      | Feijó                    | Acre               |
| 15122  | Antônia Sales                 | PMDB    | 5.566   | 1,73%      | Rio Branco               | Acre               |
| 33123  | José Luís Schafer (Tchê)      | PMN     | 5.247   | 1,63%      | Humaitá                  | Rio Grande do Sul  |
| 13444  | Chico Viga                    | PT      | 4.859   | 1,51%      | Cruzeiro do Sul          | Acre               |
| 13013  | Taumaturgo Lima               | PT      | 4.834   | 1,50%      | Cruzeiro do Sul          | Acre               |
| 11133  | Maria Antônia Barbosa         | PP      | 4.781   | 1,48%      | Brasiléia                | Acre               |
| 13456  | Perpetua de Sá                | PT      | 4.765   | 1,48%      | Cruzeiro do Sul          | Acre               |
| 23555  | Nogueira Lima (Delinho)       | PPS     | 4.735   | 1,47%      | Rio Branco               | Acre               |
| 65789  | Moíses Diniz                  | PCdoB   | 4.558   | 1,41%      | Cruzeiro do Sul          | Acre               |
| 13133  | Juarez Leitão                 | PT      | 4.533   | 1,41%      | Feijó                    | Acre               |
| 13131  | Francisco Cartaxo             | PT      | 4.503   | 1,40%      | São João do Rio do Peixe | Paraíba            |
| 15120  | Chagas Romão                  | PMDB    | 4.310   | 1,34%      | Xapuri                   | Acre               |
| 33333  | José Elson Santiago de Melo   | PMN     | 4.034   | 1,25%      | Cruzeiro do Sul          | Acre               |
| 40500  | Antônio Delorgem Neris Campos | PSB     | 4.024   | 1,25%      | Brasiléia                | Acre               |
| 13222  | Osmar Serafim (Mazinho)       | PT      | 3.868   | 1,20%      | Porecatu                 | Paraná             |
| 40777  | Walter Prado                  | PSB     | 3.714   | 1,15%      | Feijó                    | Acre               |
| 45678  | Helder Paiva                  | PSDB    | 3.679   | 1,14%      | Tarauacá                 | Acre               |
| 45121  | Luiz Gonzaga Alves            | PSDB    | 3.604   | 1,12%      | Cruzeiro do Sul          | Acre               |
| 19123  | José Carlos Furtado           | PTN     | 3.233   | 1,04%      | Boca do Acre             | Amazonas           |
| 23123  | Idalina Fernandes             | PPS     | 2.958   | 0,92%      | Cruzeiro do Sul          | Acre               |
| 12144  | Luiz Calixto                  | PDT     | 2.489   | 0,77%      | Tarauacá                 | Acre               |
| 23100  | Dr. Donald Fernandes          | PPS     | 2.449   | 0,76%      | Rio Branco               | Acre               |
| 70888  | Gilberto Diniz                | PTdoB   | 2.405   | 0,75%      | Sena Madureira           | Acre               |